# Una piccola storia ignobile
Una piccola storia ignobile è un romanzo scritto da Alessandro Perissinotto nel 2007.

## Trama
La psicologa Anna Pavesi, temporaneamente senza lavoro perché la cooperativa per cui svolge qualche incarico si è vista tagliare i fondi, riceve nella sua casa di Bergamo Alta la visita di una ricca imprenditrice, Benedetta Vitali. Consigliata da un conoscente di Torino, al quale Anna ha ritrovato il figlio scomparso, la donna che chiede di rintracciare il corpo della sorellastra Patrizia Vitali, figlia dello stesso padre, morta in un incidente d'auto a Corbetta, nell'hinterland milanese.
Al momento del seppellimento, si è scoperto che la bara era vuota.
Pur non avendola mai conosciuta, Benedetta ha deciso che la ragazza sarà sepolta nella tomba di famiglia (alla quale di fatto non appartiene). Quando si scoprirà che la bara è vuota Benedetta affiderà ad Anna, una psicologa squattrinata e reduce da un divorzio, l'improbabile ricerca del cadavere (anche se ad Anna piace pensare di svolgere un lavoro sulla personalità delle due sorellastre).
Anna si reca a Corbetta e dintorni dove, fingendo di essere cugina di Benedetta Vitali, riesce a parlare con diverse persone che conoscevano Patrizia. Secondo il suo datore di lavoro era una ragazza molto discreta e solitaria; la proprietaria di casa testimonia che spesso veniva a prenderla un uomo in automobile, la sera. Recatasi in ospedale, Anna conosce il medico che ha stilato il certificato di morte, che trova presuntuoso e scostante, e anche un suo collega, Marco Callegari, che invece ha tutte le caratteristiche per poterle piacere come uomo.
Mentre le indagini vanno avanti, e il mistero si infittisce, Anna interroga alcune prostitute che potrebbero avere assistito all'investimento di Patrizia. La chiave di tutto sembra essere un'automobile di grossa cilindrata, che possiedono diversi tra i personaggi da lei conosciuti: la vittima è stata investita intenzionalmente. Guardando la trasmissione tv Chi l'ha visto?, Anna scopre che dalla cittadina è sparito anche un ragazzo di origini meridionali che si incontrava con Patrizia in un caffè.
Essendo un'investigatrice improvvisata, Anna correrà gravi rischi anche personali ma arriverà a svelare qualcosa di più della soluzione del crimine per il quale era stata ingaggiata. 

## Tecnica narrativa
La narrazione è in prima persona da parte di Anna, ad ogni capitolo che riporta cronologicamente la sequenza degli eventi pregressi, se ne alterna uno brevissimo al presente.

## Edizioni
- Alessandro Perissinotto, Una piccola storia ignobile, Biblioteca Universale Rizzoli, 2007,  pp. 246, ISBN 978-88-17-01629-2.